# یک وجب از آسمان
یک وجب از آسمان فیلمی ایرانی است به کارگردانی و نویسندگی علی وزیریان تولید شده در سال ۱۳۸۷ که برای اولین بار در بیست و هفتمین جشنواره بین‌المللی فیلم فجر به نمایش درآمد. این فیلم، فیلمی معناگرا و عدالت‌خواه محسوب می‌گردد که پایه آن بر موضوع عدالت اجتماعی بنا شده و در عین حال فیلمی با مفاهیم اعتقادی است که از یک فضای دینی نشأت گرفته‌است. فیلم یک وجب از آسمان فضایی فانتزی و مفرح دارد و فیلمنامه ان از کتابی نوجوانانه به همین نام اقتباس شده‌است.

## خلاصه داستان
محسن نوجوان گل فروشی است که شبی هنگام نجوا با خدا، فرشته ای را می‌بیند و از آرزوهایش با او سخن می‌گوید. او می‌خواهد تکه ایی از را آسمان داشته باشد تا خانواده و تمامی دوستانش را به آنجا ببرد تا سرخوش و آسوده در آن زندگی کنند. آرزوی محسن محقق می‌شود. فرشته به امر خدا یک وجب ازآسمان را به او می‌دهد. ابتدا هیچ‌کس تحقق چنین آرزویی را باور نمی‌کند؛ اما هنگامیکه هر یک از آن‌ها حضور در آن فضای غیر زمینی را تجربه می‌کنند درصدد تصاحب و سود جویی‌های شخصی از آن برمی آیند و. . .

## جوایز
- برنده جایزه بزرگ جشنواره فیلم‌های مذهبی ایتالیا با عنوان "روح ایمان"۲۰۰۸
- برنده جایزه ویژه هیئت داوران "ترنتو" با عنوان"دون تونینو بلو"۲۰۰۸
- برنده جایزه جشنواره سینمای ارتدکس مسکو با عنوان "میتینگ"۲۰۰۸
- برنده جایزه ویژه انجمن روزنامه نگاران مسلمان ۱۳۸۸
- برنده جایزه پروانه زرین بهترین فیلم داوران کودک و نوجوان جشنواره فیلم همدان ۱۳۸۸

## بازیگران
- بهروز بقایی
- لادن طباطبایی
- علی سلیمانی
- امیر آتشانی
- افسر اسدی
- محسن قاضی مرادی
- مهوش وقاری
- سهند جاهدی
- آرمیتا مرادی
- سیامک اشعریون
- نادر سلیمانی
- اصغر صالح کوتاه
- رهبان مسلمی
- عباس توفیقی
- شاپور کلهر
- مینا جعفرزاده
- آتیلا پسیانی
- کامیار الیاسی
- هومن سیدی